# Friera de Valverde
Friera de Valverde ist ein nordwestspanischer Ort und eine Gemeinde (municipio) mit 127 Einwohnern (Stand: 2024) im Süden der Provinz Zamora in der Autonomen Gemeinschaft Kastilien-León. 

## Lage und Klima
Friera de Valverde liegt am westlichen Rand der Kastilischen Hochebene (Meseta Iberica) in einer Höhe von ca. 720 m. Die Provinzhauptstadt Zamora ist gut 44 Kilometer (Fahrtstrecke) in südsüdöstlicher Richtung entfernt. 
Das gemäßigte Kontinentalklima wird nur selten vom Atlantik beeinflusst.

## Bevölkerungsentwicklung
| Jahr      | 1970 | 1981 | 1991 | 2001 | 2011 | 2021 |
| Einwohner | 502  | 393  | 336  | 265  | 226  | 142  |

## Sehenswürdigkeiten

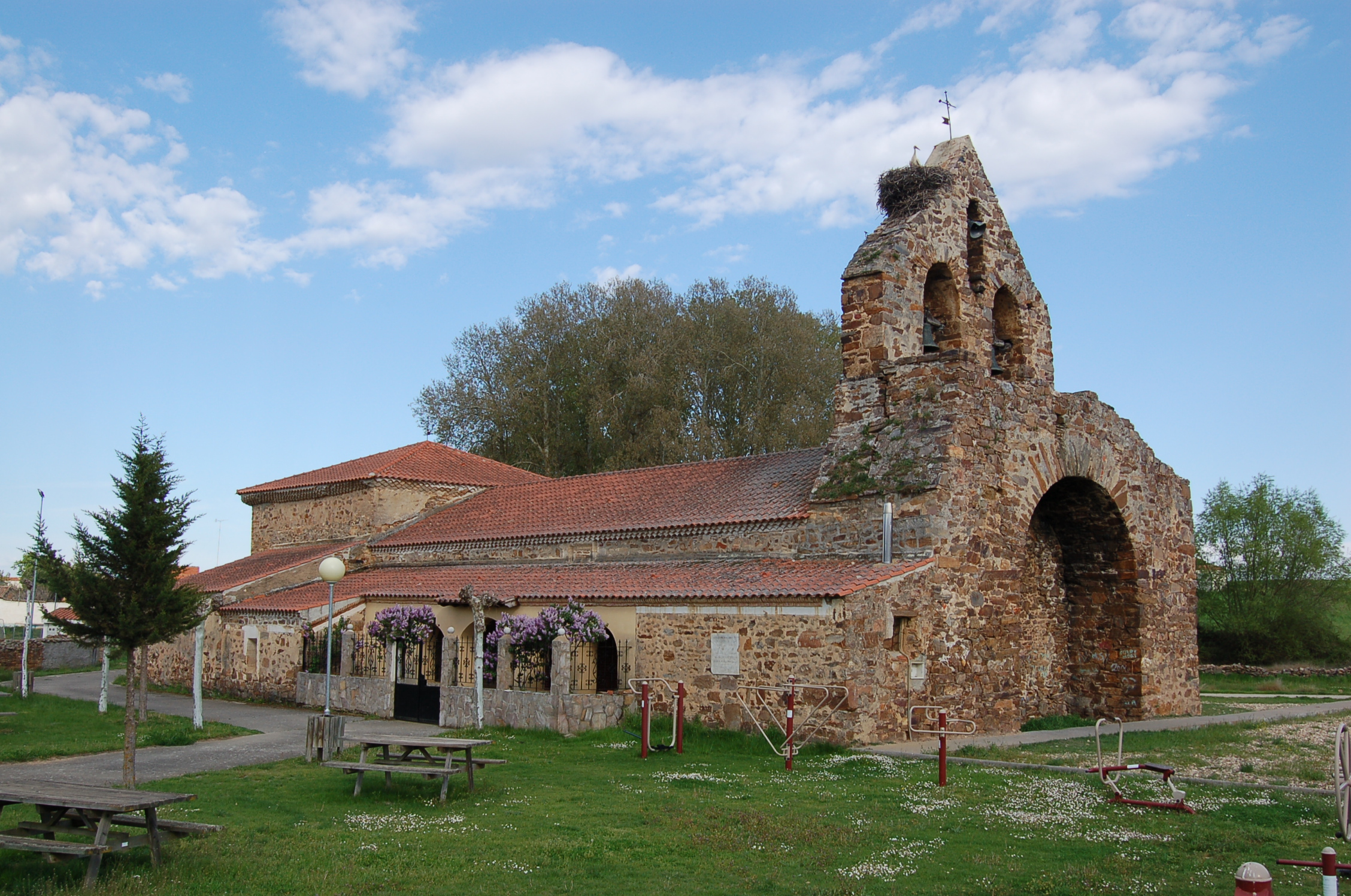
Johanniskirche
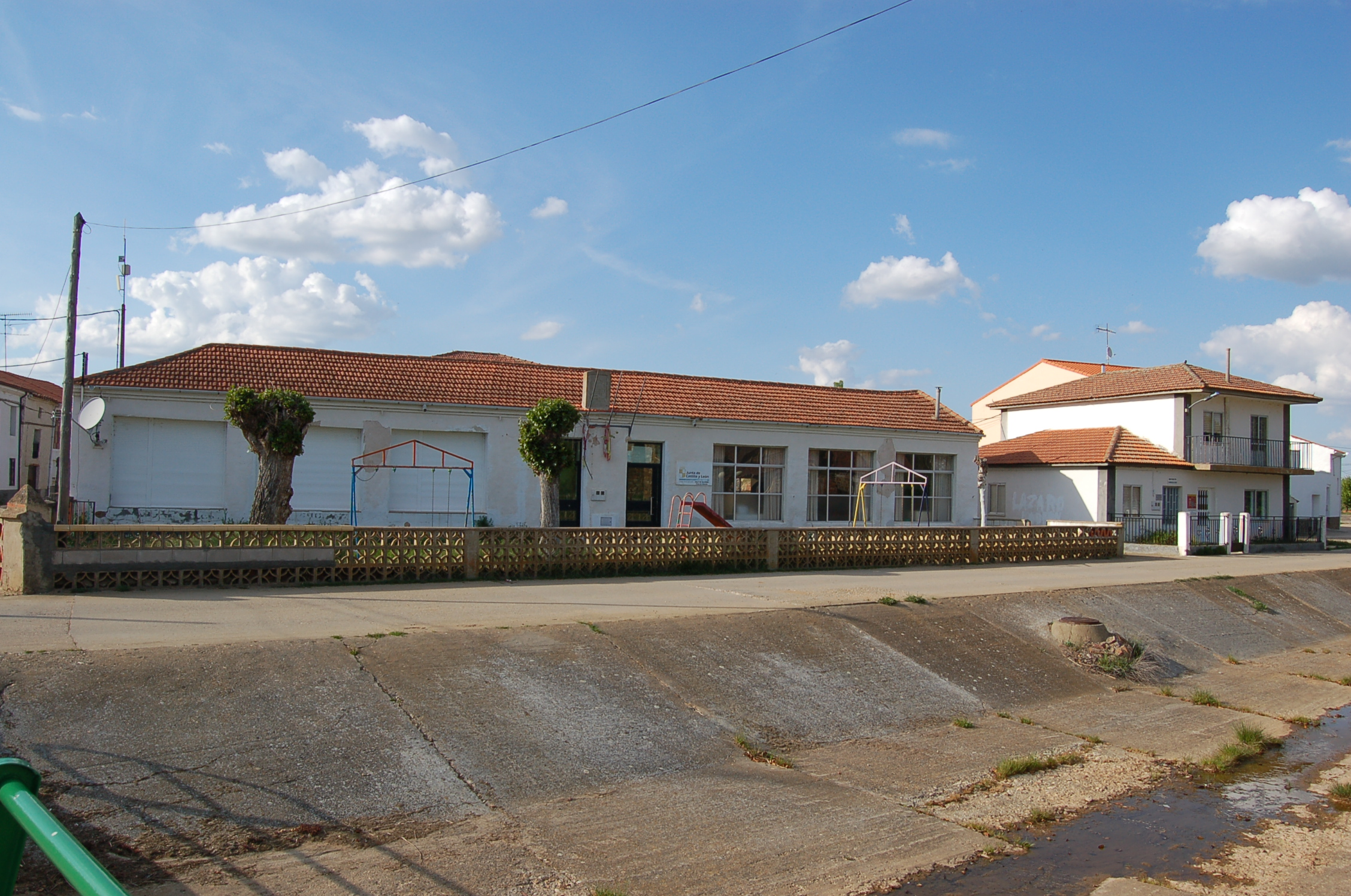
Rathaus

- Johanniskirche
- Rathaus